# Ajay Banga
Ajaypal Singh Banga, más conocido como Ajay Banga es empresario indio-estadounidense. Ha sido presidente de la compañía Exor y vicepresidente de la compañía General Atlantic.
Banga ha sido presidente del US-India Business Council (USIBC), organización que representa a más de 300 de las empresas internacionales más grandes que invierten en India, así como presidente de la Cámara de Comercio Internacional. También es miembro de la junta directiva de Dow Chemical Company; y miembro del Consejo Empresarial Internacional del Foro Económico Mundial.
El 23 de febrero de 2023, Banga fue nominado por el presidente Biden para dirigir el Banco Mundial. El 3 de mayo de 2023, el Banco Mundial confirmó a Ajay Banga como su decimocuarto presidente y comenzó su mandato el 2 de junio de 2023.

## Biografía
Banga nació en noviembre de 1959 en el cantón Khadki de Pune, estado de Bombay, India, en el seno de una familia sij. Su padre fue oficial del ejército. Su familia es originaria de Jalandhar, Punjab.